# Laurence Chisholm Young
Laurence Chisholm Young (Gottinga, 14 luglio 1905 – Madison, 24 dicembre 2000) è stato un matematico statunitense, noto per i suoi contributi alla teoria delle misure, al calcolo delle variazioni, alla teoria del controllo ottimale e alla teoria del potenziale. Era il figlio di William Henry Young e Grace Chisholm Young, entrambi eminenti matematici.
Il concetto di Young prende il nome da lui: introdusse il concetto di curva generalizzata e il concetto di superficie generalizzata che successivamente si evolse nel concetto di varifold.

## Opere parziale

### Libri
- L. C. Young, The Theory of Integration, Cambridge Tracts in Mathematics and Mathematical Physics, vol. 21, Cambridge, Cambridge University Press, 1927,  pp. viii + 53, JFM 53.0207.19., available from the Internet archive.
- L. C. Young, Lectures on the Calculus of Variations and Optimal Control, Philadelphia–London–Toronto, W. B. Saunders, 1969,  pp. xi+331, MR 0259704, Zbl 0177.37801.
- Laurence Young, Mathematicians and their times. History of mathematics and mathematics of history, North-Holland Mathematics Studies, 48 / Notas de Matemática [Mathematical Notes], 76, Amsterdam–New York, North-Holland Publishing Co., 1981,  pp. x+344, ISBN 0-444-86135-1, MR 0629980, Zbl 0446.01028.

### Documenti
- L. C. Young, An inequality of the Hölder type, connected with Stieltjes integration, in Acta Mathematica, vol. 67, n. 1, 1936,  pp. 251-282, DOI:10.1007/bf02401743, JFM 62.0250.02, Zbl 0016.10404.
- L. C. Young, Generalized curves and the existence of an attained absolute minimum in the Calculus of Variations, in Comptes Rendus des Séances de la Société des Sciences et des Lettres de Varsovie, Classe III, XXX, 7–9, 1937,  pp. 211-234, JFM 63.1064.01, Zbl 0019.21901., memoir presented by Stanisław Saks at the session of 16 December 1937 of the Warsaw Society of Sciences and Letters. The free PDF copy is made available by the RCIN –Digital Repository of the Scientifics Institutes.
- L. C. Young, Generalized Surfaces in the Calculus of Variations, in Annals of Mathematics, Second Series, vol. 43, n. 1, gennaio 1942,  pp. 84-103, DOI:10.2307/1968882, JFM 68.0227.03, JSTOR 1968882, MR 0006023, Zbl 0063.09081.
- L. C. Young, Generalized Surfaces in the Calculus of Variations. II, in Annals of Mathematics, Second Series, vol. 43, n. 3, luglio 1942a,  pp. 530-544, DOI:10.2307/1968809, JSTOR 1968809, MR 0006832, Zbl 0063.08362.
- L. C. Young, Surfaces parametriques generalisees, in Bulletin de la Société Mathématique de France, vol. 79, 1951,  pp. 59-84, MR 46421, Zbl 0044.10203.
- L. C. Young, A variantional Algoritm (PDF) [collegamento interrotto], in Rivista di Matematica della Università di Parma, (1), vol. 5, 1954,  pp. 255-268, MR 81437, Zbl 0059.09605.
- L. C. Young, Partial area – I (PDF), in Rivista di Matematica della Università di Parma, (1), vol. 10, 1959,  pp. 103-113, MR 141760, Zbl 0107.27402.
- L. C. Young, Partial area. Part. II: Contours on hypersurfaces (PDF), in Rivista di Matematica della Università di Parma, (1), vol. 10, 1959a,  pp. 171-182, MR 141761, Zbl 0107.27402.
- L. C. Young, Partial area. Part III: Symmetrization and the isoperimetric and least area problems (PDF), in Rivista di Matematica della Università di Parma, (1), vol. 10, 1959b,  pp. 257-263, MR 141762, Zbl 0107.27402.
- Laurence C. Young, Remarks and personal reminiscences, in Emilio O. Roxin (a cura di), Modern optimal control: a conference in honor of Solomon Lefschetz and Joseph P. LaSalle, Lecture Notes in Pure and Applied Mathematics, vol. 119, New York, Marcel Dekker, 1989,  pp. 421-433, MR 1013226.

### Riferimenti biografici e generali
- Wendell H. Fleming e Sylvia M. Wiegand, Laurence Chisholm Young (1905-2000), in Bulletin of the London Mathematical Society, vol. 36, n. 3, 2004,  pp. 413-424, DOI:10.1112/S0024609303002959, MR 2038729, Zbl 1050.01519.
- (FR) Jean–Pierre Aubin, Eloge du Professeur L. C. Young, Docteur Honoris Causa de l'Université Paris-Dauphine, in Gazette des Mathématiciens, No. 27, 1985,  pp. 98-112, MR 0803575., including a reply by L. C. Young himself (pages 109–112).
- Robert Turner, Paul Rabinowitz e Mary Ellen Rudin, On the death of Professor Emeritus Laurence Chisholm Young (PDF), Memorial Resolution of the Faculty of the University of Wisconsin Madison, Faculty Document 1554, 5 marzo 2001,  p. 1. URL consultato il 4 maggio 2018 (archiviato dall'url originale il 9 dicembre 2011).

### Riferimenti scientifici
- Josef Màlek, Jindřich Nečas, Mirko Rokyta e Michael Růžička, Weak and measure-valued solutions to evolutionary PDEs, Applied Mathematics and Mathematical Computation, vol. 13, London–Weinheim–New York–Tokyo–Melbourne–Madras, Chapman & Hall/CRC Press, 1996,  pp. xii+317, ISBN 0-412-57750-X, MR 1409366, Zbl 0851.35002. One of the most complete monographs on the theory of Young measures, strongly oriented to applications in continuum mechanics of fluids.
- Tomas Roubicek, Relaxation in optimization theory and variational calculus, Berlin, De Gruyter, 1997, ISBN 978-3-11-081191-9. A thorough scrutiny of Young measures and their various generalization is in Chapter 3 from the perspective of convex compactifications.
- Brian White, The Mathematics of F. J. Almgren Jr., in Notices of the American Mathematical Society, vol. 44, n. 11, 1997,  pp. 1451-1456, ISSN 0002-9920 (WC · ACNP), MR 1488574, Zbl 0908.01017.
- Brian White, The mathematics of F. J. Almgren, Jr., in The Journal of Geometric Analysis, vol. 8, n. 5, 1998,  pp. 681-702, DOI:10.1007/BF02922665, ISSN 1050-6926 (WC · ACNP), MR 1731057, Zbl 0955.01020.